# Michael Carlsson
Michael Carlsson (* 31. Mai 1972 in Ljusdal) ist ein ehemaliger schwedischer Bandyspieler.
Carlsson spielte zwischen 1991 und 2011 für Västerås SK. Lediglich in der Saison 2003/04 war er für den russischen Klub Wodnik Archangelsk, mit dem er in einer Saison die russische Meisterschaft, den Europa- und den Weltcup gewann, im Einsatz. Mit Västerås wurde er 1993, 1994, 1996, 1998, 1999 und 2001 schwedischer Meister und gewann dreimal den Weltcup und viermal den Europacup. 2012/13 gab er für eine Saison ein Comeback beim Division-1-Klub Köping IS.
Zudem gehörte er der schwedischen Bandynationalmannschaft an. Mit ihr gewann er 2003 die Weltmeisterschaft sowie zwei Silber- und eine Bronzemedaille. 2001 wurde er mit 21 Treffern Torschützenkönig der Weltmeisterschaft in Oulu und Haparanda.